# Vegas de Matute
Vegas de Matute település Spanyolországban, Segovia tartományban. Vegas de Matute El Espinar, Navas de San Antonio, Zarzuela del Monte, Valdeprados és Otero de Herreros községekkel határos. Lakosainak száma 339 fő (2024).

## Népesség
A település népessége az elmúlt években az alábbi módon változott:
| Lakosok száma | 241  | 252  | 267  | 294  | 293  | 288  | 265  | 273  | 325  | 339  |
|               | 2001 | 2004 | 2007 | 2009 | 2012 | 2014 | 2017 | 2019 | 2022 | 2024 |